# Lufthütte
Lufthütte ist ein Ortsteil der Stadt Bad Schussenried im Landkreis Biberach in Oberschwaben.
Der Weiler liegt circa 500 Meter südlich von Bad Schussenried und ist über die Landstraße 284 zu erreichen. 
Lufthütte war ursprünglich eine Handwerkersiedlung des 18. Jahrhunderts.